# Quai d'Elbeuf
Le quai d'Elbeuf est une voie publique de la commune de Rouen.

## Situation et accès
Le quai d'Elbeuf est situé à Rouen en rive gauche. Il s'agit d'un quai bas, c'est-à-dire au plus près du bord de Seine, le quai haut portant le nom d'avenue du Grand-Cours. Il se situe entre le pont Mathilde et le rond-point des Mariniers.
La majeure partie de sa surface est occupée par des infrastructures de stockage (hangars no 181 et no 182) qui rendent impossible l'accès à la berge du fleuve, excepté à hauteur de la centrale à béton.

## Origine du nom
Le quai porte le nom du terminus de la ligne de Rouen à Elbeuf dans son état précédant l'ouverture de la section Elbeuf - Orléans en 1883.   

## Historique
Avant 1944, le quai d'Elbeuf se prolongeait jusqu'au parvis de la gare de Rouen Rive-Gauche.
Lors du décès du coureur cycliste Jacques Anquetil (1934-1987), il a été décidé de détacher la partie aval du quai et de la baptiser «quai Jacques-Anquetil».